# Andy Jassy
Andrew R. Jassy, comunemente noto come Andy Jassy (Scarsdale, 13 gennaio 1968), è un manager statunitense, amministratore delegato di Amazon, la più grande società di commercio elettronico al mondo, nonché uno dei proprietari della squadra di hockey su ghiaccio dei  Seattle Kraken, militante nella National Hockey League.

## Biografia

### Origini e formazione
Jassy, che vanta una discendenza da ebrei ungheresi, è figlio di Margery e Everett L. Jassy, di Scarsdale, nello Stato di New York. Suo padre era un socio anziano della Dewey Ballantine, società newyorchese di consulenze legali, e direttore del comitato manageriale dell'azienda. Jassy ha frequentato la Scarsdale High School per poi laurearsi all'Università di Harvard, dove ha fatto anche parte della redazione del The Harvard Crimson, e infine ricevere un MBA dalla Harvard Business School.

### Carriera
Dopo aver svolto diversi lavori, tra cui quello di project manager presso la MBI Inc., un'azienda specializzata nella produzione e commercio di oggetti da collezione, Jassy è entrato in Amazon del 1997 come responsabile del marketing e nel 2003, assieme a una squadra di 57 persone, ha fondato Amazon Web Services, di cui è stato nominato vicepresidente per poi diventarne amministratore delegato nell'aprile 2016, arrivando a un compenso totale a fine anno pari a 36,6 milioni di dollari, per la maggior parte composto da azioni dell'azienda.
Il 2 febbraio 2021, Jassy, il cui patrimonio netto a novembre 2020 è stato stimato in 377 milioni di dollari, è stato indicato da Jeff Bezos come suo successore nella carica di amministratore delegato di Amazon, con un processo di transizione che sarebbe stato ultimato durante il terzo trimestre del 2021. Tale passaggio di carica è avvenuto ufficialmente il 5 luglio, quando è stato comunicato l'avvicendamento nel ruolo di CEO di Amazon; lo stesso giorno Jassy ha lasciato il ruolo di amministratore delegato di Amazon Web Services, cedendo il suo posto ad Adam Selipsky, che lo stava già affiancando dal 17 maggio dello stesso anno.
Oltre al suo ruolo in Amazon, Jassy è, tra le varie cose, uno dei proprietari della squadra di hockey su ghiaccio dei Seattle Kraken, direttore della Rainier Prep, una charter school di Seattle, e membro della National Security Commission on Artificial Intelligence, un'agenzia federale statunitense che si occupa di fornire consulenza al governo per ogni materia riguardante l'intelligenza artificiale.

## Vita privata
Nel 1997, Jassy ha sposato Elana Rochelle Caplan, una stilista della Eddie Bauer laureata al Philadelphia College of Textiles and Science e anch'essa figlia di un socio della Dewey Ballantine, presso il Loews Santa Monica Beach Hotel.